# Трюк со шляпой (Однажды в сказке)
«Трюк со шляпой» (англ. Hat Trick) — семнадцатый эпизод американского телевизионного сериала в жанре фэнтези «Однажды в сказке». Премьерный показ серии в США состоялся 11 декабря 2011 года на телеканале ABC. Центральным персонажем эпизода стал герой Себастиана Стэна — Безумный Шляпник в Зачарованном Лесу и Джефферсон в Сторибруке. Его трансляцию просмотрело около 8,82 миллионов зрителей.

## Сюжет

### В Зачарованном лесу
В Зачарованном Лесу Джефферсон (Себастиан Стэн) лихорадочно убегает в лесу. Но потом его догнала его дочь, Грейс, потому что они играют прятки. Они счастливо уходят из леса, чтобы продать грибы на рынке. Но когда они возвращаются домой, они видят, что Злая Королева (Лана Паррия) ждёт их. Джефферсон говорит испуганной Грейс спрятаться в лесу, пока Королева не уйдёт. Он входит в дом, чтобы найти королеву. Она хочет, чтобы Джефферсон оказал последнюю услугу, предлагая для Грейс роскошь на всю её жизнь в качестве награды после выполнения услуги Джефферсона. Он отказывается, заявляя, что его работа отняла у Грейс её мать, и он не позволит ей потерять и отца. Он говорит Королеве, что нет ничего важнее, чем семья. Королева соглашается, и уходит.
На рынке на следующий день Грейс понравилась игрушка белого кролика, так как он будет прекрасно дополнять чаепитие. Джефферсон не в состоянии купить его, но пытается убедить пожилую продавщицу купить ему. Она отказывается. Грейс уверяет Джефферсона, что он не нужен ей, и они уходят. Она идёт в заднюю часть её повозки, где Волшебное зеркало (Джанкарло Эспозито) говорит, что она жестокая. Продавщица оказалась Злой Королевой. Вернувшись домой, Джефферсон сшил кролика для Грейс. Она в восторге и «приглашает» его на чаепитие. Джефферсон явно обеспокоен. Он просит Грейс, чтобы она провела остаток дня с соседями, так как ему есть над чем работать. Она хочет пойти с ним, так как она любит работать с ним в лесу, но он говорит ей, что он идёт не в лес. Она понимает, что его работа связана с визитом Королевы, и она просит его изменить своё мнение. Он говорит, что хочет, чтобы у неё было всё, в чём она нуждается. Она отвечает, что она нуждается в нём и просит его остаться. Он отказывается, но обещает вернуться домой вовремя для следующего чаепития. Грейс отправляется к соседям и Джефферсон берёт большую коробку с шляпой шляпу из его ствола.
Джефферсон приносит свою коробку Королеве и берёт с неё обещание, что у его дочери будет всё, что она хочет. После того как она соглашается, он достаёт шляпу из коробки и устанавливает её на пол. Он раскручивает её и шляпа начинает вращаться, пока она не вырастает в огромный вращающийся портал. Королева и Джефферсон прыгают в него, полной различных дверей. Он ведёт Королеву к зеркальной двери. Он объясняет, что у шляпы есть правило: количество людей, которые идут в двери должно быть столько же, сколько тех, кто выходит. Двое идут через зеркало. Они появляются среди очень высокой травы и гигантских грибов. Они проходят огромную синюю гусеницу, которая курит кальян. Он спрашивает, кто они и выпускает дым кольцами в их лица. Джефферсон бормочет, что он ненавидит Страну чудес. Пара приходит к лабиринту Королевы Червей, где Злая королева говорит, что пройдёт через них. Джефферсон отказывается из-за страха перед Королевой Червей, но Королева напоминает ему, что он не может выйти без неё. Он предупреждает, что живая изгородь забирает, что подходит слишком близко, но Королева делает прямой путь помощью магии. Злая Королева берёт небольшую коробку из здания, в результате чего появляются охранники. Они убегаю от них.
Она и Джефферсон спешат к зеркалу, но Злая королева останавливается, чтобы взять кусочек гриба. Она кладёт кусок в коробку и её отец Генри (Tони Перес) появляется из коробки. Джефферсон в ужасе. Он понимает, что Королева знала о правиле шляпы и не сказала ему, что её отец был похищен Королевой Червей. Уже три человека, один из них не сможет покинуть Страну Чудес. Джефферсон застрял в земле, и он просит Злую Королеву позволить ему вернуться к своей дочери. Она говорит ему, что если бы он заботился о Грейс, он никогда бы не оставил её. Злая Королева и Генри проходят через зеркало и оставляют Джефферсона и охранники Королевы Червей уводят его.
Джефферсон представляется Королеве Червей (Дженнифер Кениг). Она знает, что он помог Злой Королеве и её помощник Валет Червей (Пол МакДжиллионом) спрашивает, как он попал в Страну чудес. Он говорит, что он скажет ей только, после того как она отпустит его домой к дочери. Королева Червей его обезглавливает, хотя к его удивлению, он остается жив. Он сказал, что если он хочет, чтобы вернули обратно его голову, он должен ответить на вопрос. Он говорит Королеве Червей о его шляпе. Когда его спросили о местонахождении шляпы, он говорит, что Злая королева взяла его. Королева Червей говорит ему, что если ему нужна магическая шляпа, чтобы вернуться домой, ему нужно всего лишь сделать ещё одну. Тем не менее, он отвечает, что он не может: шляпа без магии — просто шляпа и не будет работать. Королева Червей говорит ему, что его задачей является — заставить работать шляпу. После этого его видно в большой комнате, заполненной шляпами и он делает другую шляпу и отчаянно бормоча себе под нос заставить его работать.

### В Сторибруке
Мистер Голд (Роберт Карлайл) и Эмма Свон (Дженнифер Моррисон) возвращаются в офис шерифа и видят Генри (Джаред Гилмор). Он тихо поздравляет Эмму о помощи Мэри Маргарет (Джиннифер Гудвин), но Эмма не понимает, о чём он говорит. Мистер Голд говорит Эмме, что Мэри Маргарет нет в её тюремной камере. Эмма утверждает, что если будет обнаружено, что Мэри Маргарет сбежала, её осудят за побег и отправляется на её поиски. Мистер Голд напоминает Эмме, что её будущее под угрозой, если она будет помогать Мэри Маргарет. Она говорит, что она скорее потеряет свою работу, чем друга. Эмма едет по лесу и она чуть не сбивает человека (Себастиан Стэн). Она извиняется и когда она замечает, что он хромает, предлагает ему отвезти его домой. Он соглашается на предложение и представляется как Джефферсон. В своём особняке он даёт ей карту, чтобы помочь ей в поисках и приносит ей чай. Из-за чая у неё кружится голова, и он кладёт её на диван. Она замечает, что он больше не хромает. Он признаётся, что она поймала его, и она теряет сознание.
Эмма просыпается, связанной и с заткнутым ртом на диване. Она ломает чашку и использует осколок, чтобы освободиться. Она видит Джефферсона, затачивающим ножницы и слышит его шаги. Она прячется в ближайшей комнате и находит Мэри Маргарет, тоже связанной и с заткнутым ртом. Она освобождает Мэри Маргарет, которая говорит ей, что она бежала по лесу и Джефферсон похитил её. Она объясняет, что она нашла ключ в её клетке и использовала его, чтобы убежать. Пара пытается покинуть особняк, но поймана Джефферсоном, вооружённым пистолетом Эммы. Он приказывает связать Эмме Мэри Маргарет и говорит, что у него есть задача для неё. В соседней комнате он сажает её за стол с шляпой и некоторыми инструментами, и говорит ей заставить его шляпу работать. Он говорит, что он помнит жизнь в Волшебном лесу и, что он знает о проклятии. Он говорит ей, что он жил в особняке, как в ловушке, в течение двадцати восьми лет. Он знает, что Эмма отказывается верить в проклятие. Он приказывает ей сделать ему магическую шляпу, и только она может сделать это, так как она принесла магию в Сторибрук. Она понимает, что он думает, что он Безумный Шляпник, но говорит ей, что он Джефферсон. Она называет его безумным, полагая, что у неё есть магия. Он отвечает, что каждый хочет иметь волшебное решение их проблемам, но все отказываются верить в магию. Когда она пытается сказать ему, что реальный мир не имеет магии, он усмехается и говорит ей, что есть много миров и некоторые волшебные, некоторые нет, а некоторые нуждаются в магии. Он отказывается позволить ей и Мэри Маргарет выйти на свободу, пока Эмма не доделает волшебную шляпу. Когда она спрашивает, что произойдёт, если шляпа заработает, он отвечает, что он пойдёт домой.
Позже Эмма разочаровывается и хочет знать, почему она это делает. Джефферсон показывает ей телескоп, направленный на дом маленькой девочки. Он говорит ей, что девочка — его дочь Грейс, которая в Сторибруке Пейдж. Он объясняет, что он проклят помнить жизнь в Волшебном лесу и знает, что он не принадлежит этому миру. Он говорит, что это пытка — смотреть на счастливую жизнь Грейс с новым отцом. Эмма спрашивает, почему он не скажет ей, но он говорит, что он не жесток, чтобы уничтожить реальность Грейс. Он хочет забрать её домой в мир, где он и Грейс когда-то жили и они могут быть вместе и она может вспомнить, кто он есть. Эмма говорит ему, что она знает, что это такое, быть отделённой от ребёнка. Она говорит ему, что он не сумасшедший и что, если он прав, Мэри Маргарет является её матерью. Эмма утверждает, что она хотела бы верить в это. Она соглашается попытаться поверить в магию и заставить шляпу работать. Однако, когда он поворачивается спиной, она бьёт его телескопом и освобождает Мэри Маргарет. Джефферсон догоняет Эмму и нападает на неё. В то время как они борются, Эмма замечает шрам на шее. Мэри Маргарет бьёт его молотком для крокета и пинает его в окно. Когда Мэри Маргарет и Эмма смотрят вниз, видят только шляпу. Эмма находит свой автомобиль и её ключи внутри. Мэри Маргарет ожидает, что Эмма вернёт обратно в тюрьму, но Эмма позволяет ей решить. Когда Мэри Маргарет не понимает, Эмма объясняет, что Мэри Маргарет является единственной семьёй Эммы и говорит, что было бы лучше, пройти последнее испытание вместе, а не в одиночку. Мэри Маргарет охотно едет с ней в офис.
Несколько часов спустя мэр Реджина Миллс (Лана Паррия) видит, что автомобиль Эммы не припаркован у офиса шерифа. Тем не менее, она обнаруживает, что Мэри Маргарет находится за решёткой. Мистер Голд говорит Реджине, что его клиент не хочет видеть посетителей. Как только они выходят вместе, Реджина сердито спрашивает его, почему Мэри Маргарет вернулась. Он отвечает, что Эмма более изобретательна, чем они надеялись. Реджина говорит ему, что она подкинула ключ на его предложение, и что она совершила с ним сделку, потому что она хотела результатов. Он уверяет её, что она получит эти результаты. Между тем Эмма посещает Генри в его школе до начала занятий. Пейдж проходит мимо и приветствует Генри, побуждая Эмму попросить сборник рассказов Генри. Она находит картинки Джефферсона с его дочерью Грейс внутри.

### Открывающая сцена
В открывающей сцене появляются гигантские грибы.